# Harveya hyobanchoides
Harveya hyobanchoides är en snyltrotsväxtart som beskrevs av Rudolf Schlechter och William Philip Hiern. Harveya hyobanchoides ingår i släktet Harveya och familjen snyltrotsväxter. Inga underarter finns listade i Catalogue of Life.